# 古代史疑
『古代史疑』（こだいしぎ）は、邪馬台国をテーマにした、小説家の松本清張による著作。

## 概要
雑誌『中央公論』にて1966年6月号から1967年3月号まで連載され、1968年3月に中央公論社から刊行された。
古代史に強い関心を持っていた松本清張が、「アマチュアの」立場から「謎を解く」ことを目的に、自らの仮説を本格的に展開した最初の作品であり、連載当時から、井上光貞や上田正昭ら著名な研究者が内容に反応を示すなど、専門家からアマチュアまで様々な立場から見解が出された当時の邪馬台国ブームにおいて、大きな話題を呼んだ著作のひとつとなった。

## 内容
学説史を跡づけた上で推論を示すスタイルをとり、これは著者の以後の古代史関連著作の多くに共通する特徴となっている。
- 3世紀の日本
- 大和か九州か（簡単な学説史）
  - 古来から井上光貞に至る諸学説の要約
- 私はこう考える
- 魏志の中の五行説
  - 倭人伝中に記載された数字データ（戸数・里数・日数）の解釈に関する仮説など
- 卑弥呼とはだれか
  - 「邪馬台国」とは何を指しているか、「卑弥呼」は何と読むか、など
- 卑弥呼論
  - 前節の続き
- 稲の戦い
  - 狗奴国とは何か、またその女王国との関係など
- 「一大率」「女王国以北」
  - 「自女王国以北、特置一大率、検察諸国、諸国畏憚之、常置伊都国、於国中有如刺史」の解釈に関する仮説など
- 結語
  - 著者の仮説の要約に加え、以降の王権への移りかわりに関する展望を付記